# Ekoregion lasów karpackich
Ekoregion lasów karpackich – to ekoregion charakteryzowany występowaniem umiarkowanego lasu iglastego w Karpatach Ekoregion ten rozciąga się na terenach Czech, Polski, Słowacji Ukrainy i Niemiec. Jest to jeden z najbogatszych ekologicznie regionów Europy. Obszar ten zasiedlany jest przez ponad jedną trzecią wszystkich europejskich gatunków roślin. Jest to także jedna z ostatnich naturalnych ostoi największych europejskich drapieżników: niedźwiedzia brunatnego, wilka europejskiego czy rysia. 
Ekoregion charakteryzuje się umiarkowanie chłodnym i wilgotnym klimatem, który wraz ze wzrostem wysokości ponad poziom morza staje się bardziej wilgotny i chłodniejszy. 
Średnie roczne temperatury wahają się w granicach od około -2 °C w wysokich partiach Tatr do ponad 10 °C na przedgórzu Karpat w Rumunii. Opady są częste i mają zróżnicowaną intensywność. Średnie opady w północnej Polsce w Tatrach dochodzą do ponad 1800 mm, a na Pogórzu Karpackim przekraczają 600mm. Pod względem budowy geologicznej w obszarze ekoregionu występują dwa podstawowe typy skał. Zewnętrzną starą część stanowią skały osadowe zwane fliszem karpackim, podczas gdy najwyższe łańcuchy górskie w np. tatrach, Górach Fogarskich czy Parâng są zbudowane ze skał magmowych głównie granitu. Występują także pasma gór wapiennych np. Pieniny, Mała Fatra.
Na terenie ekoregionu żyją gatunki wymienione w Czerwonej księdze gatunków zagrożonych. Są to:
- ssaki:
  - Norka europejska (Mustela lutreola) – CR[b],
  - Borowiec olbrzymi (Nyctalus lasiopterus) – VU[c],
  - Królik europejski (Oryctolagus cuniculus) – EN[d],
  - Podkowiec średni (Rhinolophus mehelyi) – VU,
  - Smużka stepowa (Sicista subtilis) – LC[e],
  - Suseł moręgowany (Spermophilus citellus -) – VU,
  - Perewiaska marmurkowa (Vormela peregusna) – VU,
- gady:
  - Zaskroniec zwyczajny (Natrix natrix) – LC,
  - Vipera eriwanensis - VU,
- ptaki:
  - Orlik grubodzioby (Clanga clanga) – VU,
  - Orzeł cesarski (Aquila heliaca) – VU,
  - Głowienka zwyczajna (Aythya ferina) – VU,
  - Raróg zwyczajny (Falco cherrug) – EN,
  - Turkawka zwyczajna (Streptopelia turtur) – VU.

Wydzielony przez WWF jako jeden z ekoregionów lądowych o kodzie (PA0504). Ekoregion lasów mieszanych Europy Środkowej należy do bioregionu karpackich i nizinnych lasów mieszanych ( Carpathian Mountain & Plains Mixed Forests).

## Najważniejsze obszary chronione
- Słowacja:
  - Park Narodowy Niżne Tatry,
  - Park Narodowy Muránska planina
  - Park Narodowy Wielka Fatra,
  - Park Narodowy „Połoniny”.
- Polska:
  - Bieszczadzki Park Narodowy,
- Ukraina:
  - Park Narodowy „Beskidy Skolskie”,
  - Czeremoski Park Narodowy,
  - Użański Park Narodowy,
  - Park Narodowy „Synewyr”,
- Rumunia:
  - Park Narodowy Gór Rodniańskich,
  - Park Narodowy Apuseni,
  - Park Narodowy Gór Maramuresz.